# Wish (álbum de The Cure)
Wish é o nono álbum de estúdio da banda britânica de rock The Cure, lançado a 21 de Abril de 1992.
| “              | "Há algum paralelo com os dias negros das gravações do Disintegration... foi como se estivesse a fazer o álbum sozinho, e os outros apenas tocavam". | ” |
| — Robert Smith | |   |

## Faixas
Todas as músicas foram compostas por Bamonte, Gallup, Smith, Thompson e Williams.
1. "Open" – 6:51
2. "High" – 3:37
3. "Apart" – 6:40
4. "From the Edge of the Deep Green Sea" – 7:44
5. "Wendy Time" – 5:13
6. "Doing the Unstuck" – 4:24
7. "Friday I'm in Love" – 3:39
8. "Trust" – 5:33
9. "A Letter to Elise" – 5:14
10. "Cut" – 5:55
11. "To Wish Impossible Things" – 4:43
12. "End" – 6:46

### Faixas Extra
- "Lost Wishes" E.P.

## Créditos
- Robert Smith – baixo, guitarra, teclados, voz, baixo de 6 cordas Fender VI
- Perry Bamonte – baixo de 6 cordas Fender VI, guitarra, teclados
- Simon Gallup – baixo, teclados
- Porl Thompson – guitarra
- Boris Williams – instrumentos de percussão, bateria

### Músicos Adicionais
- Kate Wilkinson – viola

## Certificações e vendas
| Região                                              | Certificação | Vendas     |
| --------------------------------------------------- | ------------ | ---------- |
| Austrália (ARIA)                                    | Platina      | 105 000^   |
| Canadá (Music Canada)                               | Ouro         | 50 000^    |
| Nova Zelândia (RMNZ)                                | Ouro         | 7 500^     |
| Suíça (IFPI Switzerland)                            | Ouro         | 25 000^    |
| Reino Unido (BPI)                                   | Ouro         | 100,000^   |
| Estados Unidos (RIAA)                               | Platina      | 1,000,000^ |
| Resumos                                             |              |            |
| Mundo                                               |              | 3,000,000  |
| ^números de vendas baseados somente na certificação |              |            |